# سيح العقر (شناص)
سيح العقر منطقة سكنية تقع في ولاية شناص، التابعة لمحافظة شمال الباطنة في سلطنة عمان. يقدر عدد سكانها بـ 4 نسمة حسب إحصاء عام 2010 التابع للمركز الوطني للإحصاء والمعلومات الحكومي. رمز المنطقة هو 60240123.

## الوصلات الخارجية
- المركز الوطني للإحصاء والمعلومات، سلطنة عمان